# 에드워드 캐스너
에드워드 캐스너(영어: Edward Kasner IPA: [ˈɛdwə(r)d ˈkæsnə(r)], 1878년 4월 2일 ~ 1955년 1월 7일)는 미국의 수학자이다. 기하학에 공헌하였다.

## 생애
1878년 4월 2일 뉴욕의 유대인 가정에서 태어났다. 이후 컬럼비아 대학교에서 다비트 힐베르트와 펠릭스 클라인 아래서 석사·박사 과정을 밟았다. 1900년 박사 학위 논문은 2차 곡면에 대한 것이었다. 이후 컬럼비아 대학교의 수학 교수가 되었으며, 이는 컬럼비아 대학교의 최초의 과학 분야 유대인 교수이다.
1940년 저서 《수학과 상상력》에서, 수 10100에 대하여 "구골"이라는 이름, 수 1010100에 대하여 "구골플렉스"라는 이름을 도입하였다.
이 밖에도, 일반 상대성 이론의 아인슈타인 방정식의 해인 캐스너 계량을 도입하였다.
1955년 1월 7일 뉴욕에서 사망하였다.

## 저서
- Kasner, Edward; Newman, James R. (1940). 《Mathematics and the imagination》 (영어). Penguin.